# Esquí de fons als Jocs Olímpics d'Hivern de 1928 - 50 quilòmetres
En els Jocs Olímpics d'Hivern de 1924 es realitzà una prova de 50 quilòmetres d'esquí de fons que, juntament amb la prova de 18 quilòmetres, formà part part del programa oficial d'esquí de fons als Jocs Olímpics d'hivern de 1928. Aquesta prova es disputà el 14 de febrer de 1928 a les instal·lacions d'esquí de fons de Sankt Moritz.

## Participants
Hi participaren un total de 41 esquiadors de fons d'11 comitès nacionals diferents:
| - Alemanya (3) - Finlàndia (4) - França (4) - Itàlia (2) - Iugoslàvia (4) - Japó (4) |  | - Noruega (4) - Polònia (4) - Suècia (4) - Suïssa (4) - Txecoslovàquia (4) |

## Medallistes
| Or               | Plata          | Bronze           |
| Per-Erik Hedlund | Gustaf Jonsson | Volger Andersson |

## Resultats
| Lloc | Esquiador            | Temps   |
| ---- | -------------------- | ------- |
| 1    | Per-Erik Hedlund     | 4'52:03 |
| 2    | Gustaf Jonsson       | 5'05:30 |
| 3    | Volger Andersson     | 5'05:46 |
| 4    | Olav Kjelbotn        | 5'14:22 |
| 5    | Ole Hegge            | 5'17:58 |
| 6    | Tauno Lappalainen    | 5'18:33 |
| 7    | Anders Ström         | 5'21:54 |
| 8    | Johan Støa           | 5'25:30 |
| 9    | Martti Lappalainen   | 5'30:09 |
| 10   | Otto Wahl            | 5'34:02 |
| 11   | Josef Německý        | 5'35:46 |
| 12   | Hans Bauer           | 5'36:21 |
| 13   | Andrzej Krzeptowski  | 5'36:55 |
| 14   | Franz Donth          | 5'37:36 |
| 15   | Walter Bussmann      | 5'38:49 |
| 16   | Fritz Pellkofer      | 5'41:00 |
| 17   | Robert Wampfler      | 5'42:40 |
| 18   | Václav Fišera        | 5'42:55 |
| 19   | Józef Bujak          | 5'44:19 |
| 20   | Matteo Demetz        | 5'47:47 |
| 21   | Ferdinando Glück     | 5'49:52 |
| 22   | Carlo Gouralouen     | 5'55:09 |
| 23   | Joško Janša          | 5'58:09 |
| 24   | Minoru Nagata        | 6'02:24 |
| 25   | Akira Takahashi      | 6'05:25 |
| 26   | Sakuta Takebushi     | 6'05:50 |
| 27   | Franciszek Kawa      | 6'11:08 |
| 28   | Stane Kmet           | 6'32:07 |
| 29   | Janko Janša          | 6'34:59 |
| 30   | Stane Bervar         | 6'46:48 |
| –    | Adiel Paananen       | NF      |
| –    | Matti Raivio         | NF      |
| –    | André Médy           | NF      |
| –    | Henri Milan          | NF      |
| –    | Evariste Prat        | NF      |
| –    | Jean Tournier        | NF      |
| –    | Takeharu Aso         | NF      |
| –    | John Røen            | NF      |
| –    | Stanisław Wilczyński | NF      |
| –    | Hans Zeier           | NF      |
| –    | Josef Feistauer      | NF      |